# William McDermott
William Dermott Molloy McDermott  (Dublín, 10 de mayo de 1930 - Lima, 19 de agosto de  2013), fue un sacerdote irlandés-peruano, Obispo de Huancavelica.

## Biografía
Nacido en Irlanda, antes de llegar a Perú trabajó algunos años en la Diócesis de Alabama, en Estados Unidos, y entabló amistad con la Madre Angélica, fundadora de Eternal Word Television Network (EWTN), la cadena de radio y televisión católica más grande del mundo.
Fue conocido en la región peruana donde laboró  como “Monseñor Demetrio”, siendo la edición de la Biblia Quechua-Castellano, su mayor aporte a la cultura de Huancavelica y el Perú.
“Monseñor Demetrio” estuvo al frente de la fundación y construcción del colegio "San Juan María Vianney", el instituto pedagógico "Santa Rosa" y el Seminario Mayor "Nuestra Señora de la Evangelización", así como de la creación del comedor popular "La Providencia" y el asilo de ancianos "Santa Teresa Jornet".  
Falleció en la ciudad de Lima a los 83 años de edad.

### Sacerdocio
El 5 de junio de 1955 se ordenó como sacerdote en Birmingham.

### Episcopado
El 19 de mayo de 1976 fue nombrado Obispo Auxiliar de Huancavelica y Obispo titular de Thucca en Mauretania. Fue consagrado Obispo el 4 de julio del mismo año.
Fue luego nombrado Obispo de Huancavelica, el 14 de enero de 1982, retirándose del mismo el 18 de junio de 2005. Fue nombrado como Obispo Emérito de Huancavelica.
Su cuerpo descansa en la cripta de los obispos de la Catedral de Huancavelica.

## Premios y reconocimientos
- 2006: Medalla de Santo Toribio de Mogrovejo de los Obispos del Perú.
- 2013: Medalla de Honor del Congreso de la República del Perú, en el Grado de Caballero.